# ورزشگاه آناکلیا
ورزشگاه آناکلیا (به لاتین: Anaklia Stadium) یک ورزشگاه در گرجستان است که در آناکلیا واقع شده‌است.